# 秦文贵
秦文贵（1961年9月—），河北平山人，中华人民共和国政治人物，中国石油天然气集团有限公司华油集团党委书记、副总经理，中华全国青年联合会原副主席。

## 生平
1982年，秦文贵从华东石油学院石油钻井工程专业毕业，分配到柴达木盆地花土沟的青海油田基层井队工作。
1992年2月，秦文贵被中石油选派到加拿大卡尔加里大学学习。
1998年3月，担任青海油田钻井处处长。
2009年当选100位新中国成立以来感动中国人物。